# Chagoi
Le Chagoï  (en japonais 茶鯉, littéralement « carpe de couleur thé ») est une variété unicolore de la carpe koï développée au Japon durant l'Ère Taishō. Sa couleur va du vert au brun, du clair au foncé. Le chagoi est une carpe koï à croissance rapide et de taille importante à l'âge adulte mais il est surtout connu pour sa docilité et sa familiarité avec l'homme qui fait de lui une véritable carpe de compagnie. Le chagoï vient manger dans la main de l'homme, se laisse toucher et se prête aux jeux. Ce comportement influe sur les autres carpes koï du bassin.
En grandissant, le chagoï développe du fukurin, une sorte de peau entre les écailles qui donne l'impression que le poisson est recouvert d'un léger filet. Il peut avoir les écailles brillante appelée ginrin lui donnant un reflet doré.